# Get Me Bodied
Get Me Bodied – piosenka amerykańskiej wokalistki rhythm and bluesowej Beyoncé Knowles, pochodząca z jej drugiego albumu studyjnego, B’Day. Inspirację do jej stworzenia stanowiła siostra Knowles, Solange, a także Kelly Rowland i Michelle Williams.
10 lipca 2007 roku „Get Me Bodied” wydany został jako siódmy, a zarazem finałowy singiel z albumu na terenie Stanów Zjednoczonych. Piosenka uplasowała się na 68. pozycji Billboard Hot 100, stając się najmniej popularnym singlem z B’Day. Mimo to utwór został pozytywnie przyjęty przez krytyków muzycznych. „Get Me Bodied” nominowany był do nagrody dla najlepszego teledysku na gali VH1 Soul VIBE Awards. Inspiracją dla wideoklipu była filmowa adaptacja musicalu Sweet Charity.

## Tło
Solange, która pomogła napisać piosenkę, stanowiła wraz z Kelly Rowland i Michelle Williams inspirację dla Beyoncé. W „Get Me Bodied” pojawia się zwrot „three best friends”, ponieważ myślała o nich w trakcie tworzenia utworu.
„Get Me Bodied” wyprodukowana została przez Swizz Beatza, Beyoncé oraz Seana Garretta.

## Wydanie i przyjęcie
„Get Me Bodied” oraz „Green Light” miały pierwotnie zostać wydane po premierze „Déjà Vu”, ale Beyoncé zdecydowała, że drugim singlem będzie „Ring the Alarm”, który jednak nie odniósł sukcesu komercyjnego. „Get Me Bodied” został ostatecznie wydany jako ostatni singel z B’Day. 10 lipca 2007 roku w Stanach Zjednoczonych ukazało się CD z wersją radiową oraz miksem utworu.
Singel zadebiutował 26 maja 2007 roku na 98. miejscu Billboard Hot 100. 4 sierpnia wspięła się na 68. pozycję, spędzając w sumie osiemnaście tygodni na liście. „Get Me Bodied” zajął również 10. miejsce na Billboard Hot R&B/Hip-Hop Songs oraz 88. na Pop 100.
Witryna About.com wyróżniła „Get Me Bodied” jako jeden z najlepszych utworów na B’Day.

## Wideoklip
„Get Me Bodied” był jednym z teledysków nakręconych podczas dwutygodniowego kompletowania B’Day Anthology Video Album. Jego koncepcję wymyśliła Beyoncé, zaś sam wideoklip wyreżyserował Anthony Mandler. Kręcenie zajęło dwa dni, a autorami choreografii byli: Rhapsody, Todd Sams, Clifford McGhee oraz Bethany Strong. W teledysku pojawiły się Kelly Rowland, Michelle Williams oraz Solange.
Matka i jednocześnie stylistka Beyoncé, Tina Knowles, zaprojektowała dla wokalistki ponad sześćdziesiąt strojów oraz pięćdziesiąt dodatków zawartych w teledysku. Taniec zainspirowany był choreografią lat 60., w tym musicalem Sweet Charity.
Reedycja teledysku wyprodukowana została do remiksu „Get Me Bodied” autorstwa Timbalanda z udziałem Voltio, który jednak nie pojawia się w wideo. Wersja ta dostępna jest przez iTunes, a także na DVD Irreemplazable.

## Listy utworów i formaty
Wersja pierwsza
1. „Get Me Bodied” (wersja radiowa) – 4:00
2. „Get Me Bodied” (miks) – 6:18

Wersja druga
1. „Get Me Bodied” (miks) – 6:21
2. „Get Me Bodied” (remiks Timbalanda z udziałem Voltio) – 6:17
3. „Get Me Bodied” (remiks Timbalanda z udziałem Fabolousa) – 4:50

## Pozycje na listach
| Lista (2007)                         | Najwyższa pozycja |
| ------------------------------------ | ----------------- |
| Canadian Hot 100                     | 42                |
| U.S. Billboard Hot 100               | 68                |
| U.S. Billboard Hot R&B/Hip-Hop Songs | 10                |
| U.S. Billboard Pop 100               | 89                |